# Naver Corporation
Naver Corporation és una empresa sud-coreana amb seu a Seongnam que dona serveis via Internet. Fou fundada el 2 de juny de 1999 per Hae-jin Lee. Gestiona diversos portals web: Naver, Naver Jr i Happybean. El 2000 creà la filial japonesa NHN Japan. Abans de l'1 de gener de 2013 s'anomenava NHN, a partir d'eixe dia es digué Naver Corporation, formant el grup empresarial NHN, sota el control del qual està Hangame Corporation i Line Corporation.

## Història
Naver començà amb quatre membres extreballadors de Samsung. L'empresa predecessora fou Web Glider, el 1997. El 1999 llençaren Naver.com, el portal que competiria amb Daum i Yahoo.
El 2000 es fusionà amb Hangame Communications donant lloc a NHN. Amb NHN es posà en marxa un portal web de jocs en línia, entre els quals destaca un joc d'apostes. Açò aportà molts beneficis.
El 2001 absorbí Search Solution, un desenvolupador de cercadors creat pel director executiu de NHN Entertainment. El mateix any van llençar el portal Naver Japan, el qual fracassà i fou tancat el 2005. El 2007 el va rellançar.
El 2006 el cercador web del portal Naver va agafar impuls quan Naver comprà l'empresa First Snow, que gestionava un cercador web anomenat Snow Rank.
El 2008, aleshores anomenat NHN, va aparèixer a la Llista Global Forbes 2000 per primera vegada.
El 2010 comprà al seu competidor al Japó, Livedoor, de l'empresa DHL.
El 2011 llançà Line, un producte que suposaria l'entrada als mercats internacionals. El 2013 aconseguí més de 300 milions d'usuaris.
A partir de l'1 de gener de 2013 es digué Naver Corporation, formant el grup empresarial NHN, sota el control del qual està Hangame Corporation i Line Corporation.
Pel 2014 Naver Corporation desbancà a Google quant a ús com a motor de cerca.
El 2015 fou posicionada la 21 empresa més innovadora del món segon Forbes.
El 2016 Line Corp. entrà a la Borsa de Nova York. Eixe mateix any l'empresa NHN Entertainment invertí en el desenvolupador de videojocs finesos Critical Force.
El juny de 2017 Naver Corporation comprà un laboratori de Xerox situat a Europa.
El juliol de 2017 van llançar l'aplicació per a mòbil Papago.

## Llista d'empreses i els seus productes
- Naver Corporation
  - Naver: portal web amb cercador web.
  - Naver Jr: portal web per a xiquets.
  - Happybean: un portal web de donacions en línia.[1]
  - Papago: una aplicació mòbil de traducció.[13]
- Hangame Corporation
  - Hangame: negoci de videojocs.
- NHN Japan
- Line Corporation
  - Livedoor: proveïdor d'Internet
  - Line: aplicació mòbil de missatgeria instantània.[3]
  - Line Webtoon[14]
- Line Plus Corporation: aliança d'empreses feta per Line Corporation (60% d'accions) i NHN (40% d'accions)[3]